# Skua

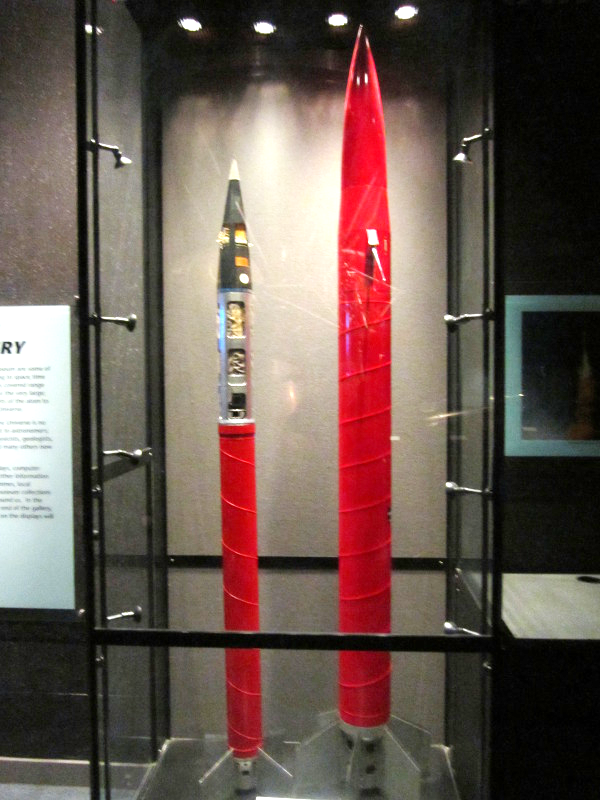
Cohete Skua a la izquierda, y un cohete Petrel a la derecha.

Skua fue la denominación de una familia de cohetes sonda británicos desarrollados a finales de los años 1950 y propulsados por combustible sólido.
Los Skua tienen su origen en el contrato por parte de la Unidad de Investigación de Gran Altitud de la Real Oficina Meteorológica británica con Bristol Aerojet y RPE Wescott para el desarrollo de un cohete de bajo coste para investigaciones meteorológicas y capaz de alcanzar hasta 80 km de altura. Se desarrollaron cuatro variantes con el paso de los años.
Dejaron de usarse en 1981.

## Variantes

### Skua 1
Con 239 lanzamientos y una tasa de éxito del 98,74%, el Skua era capaz de lanzar cargas de 5 kg a 70 km de altura. Utilizaba tres pequeños cohetes aceleradores que ardían durante 0,2 segundos para elevar la etapa principal, que luego permanecía en ignición durante 30 segundos. La carga útil descendía en un paracaídas reflectante al radar, lo que permitía medir desde tierra la intensidad y dirección de los vientos superiores.

#### Especificaciones
- Apogeo: 70 km
- Carga útil: 5 kg
- Empuje en despegue: 20 kN
- Masa total: 58 kg
- Diámetro: 0,13 m
- Longitud total: 2,24 m

### Skua 2
El Skua 2 utilizaba cuatro cohetes aceleradores y una etapa principal más alargada, con lo que podía elevar su carga útil hasta 100 km de altura. Se lanzaron 166 Skua 2.

#### Especificaciones
- Apogeo: 100 km
- Carga útil: 5 kg
- Empuje en despegue: 27 kN
- Masa total: 68 kg
- Diámetro: 0,13 m
- Longitud total: 2,42 m

### Skua 3
Lanzado 14 veces, con un solo fallo.

#### Especificaciones
- Apogeo: 120 km
- Carga útil: 5 kg
- Empuje en despegue: 27 kN
- Masa total: 75 kg
- Diámetro: 0,13 m
- Longitud total: 2,8 m

### Skua 4
Versión mejorada, capaz de elevar 7,5 kg de carga útil a 140 km de altura. Se utilizaron en 10 lanzamientos.

#### Especificaciones
- Apogeo: 140 km
- Carga útil: 7,5 kg
- Empuje en despegue: 27 kN
- Masa total: 83 kg
- Diámetro: 0,13 m
- Longitud total: 2,8 m